# Polyalthia barenensis
Polyalthia barenensis este o specie de plante din genul Polyalthia, familia Annonaceae, descrisă de Nguyên Tiên Bân. Conform Catalogue of Life specia Polyalthia barenensis nu are subspecii cunoscute.